# Белоглазковые
Белогла́зковые (лат. Zosteropidae) — семейство птиц из отряда воробьинообразных (Passeriformes).

## Распространение
Представители семейства белоглазковых обитают в Африке южнее Сахары, в Южной и Юго-Восточной Азии, в Индонезии, Китае, Японии, на российском Дальнем Востоке, в Австралии и Новой Зеландии, на некоторых островах в Тихом океане. Птицы населяют преимущественно лесные участки, часто могут быть встречены вблизи жилья человека, в садах.

## Описание
Для этих маленьких птиц, любящих во внегнездовой сезон жить стайками от 10 до 15 особей, характерна белая окраска оперения вокруг глаз, что послужило причиной появления такого названия птиц. У белоглазковых округлённые крылья, сильные ноги, и короткий острый клюв. У большинства видов оперение оливкового или серо-коричневого цвета на верхней стороне. С нижней стороны они жёлтые, белые или серые. Некоторые виды менее яркие и более крупные. Окраска не зависит от пола.
Пение очень выражено у самцов и по нему в брачные периоды их нетрудно отличить от самок.
Белоглазковые питаются насекомыми, нектаром, ягодами и фруктами. Своим раздвоенным языком они высасывают нектар из цветков. При этом они засовывают свой короткий клюв глубоко в цветок либо просверливают его со стороны.
Гнёзда строятся на развилках веток или в кустах. Кладка состоит из двух до пяти яиц.

## Классификация
Международный союз орнитологов относит к семейству 13 родов и 152 вида:
- Apalopteron Bonaparte, 1854 — Бонинские медососы[3] — 1 вид
- Cleptornis Oustalet, 1889 — Золотые медососы — 1 вид
- Dasycrotapha Tweeddale, 1878 — 3 вида
- Heleia Hartlaub, 1865 — Хелеи — 10 видов
- Megazosterops Stresemann, 1930 — 1 вид
- Parayuhina Cai et al., 2019 — 1 вид
- Rukia Momiyama, 1922 — Рукии — 2 вида
- Staphida Swinhoe, 1871 — 3 вида
- Sterrhoptilus Oberholser, 1918 — 4 вида
- Tephrozosterops Stresemann, 1931 — Какопийские белоглазки[4] — 1 вид
- Yuhina Hodgson, 1836 — Юхины — 7 видов
- Zosterops Vigors & Horsfield, 1827 — Белоглазки, или настоящие белоглазки — 113 видов
- Zosterornis Ogilvie-Grant, 1894 — 5 видов

## Фотографии
- Белоглазка на цветущей сливе в парке Кайраку-эн г. Мито, Япония
- Горная белоглазка (Zosterops poliogastrus eurycricotus) в Тирпарке Карла Гагенбека, Гамбург, Германия